# Heliella singularis
Heliella singularis is een hooiwagen uit de familie Gonyleptidae.